# Employer branding
L'espressione employer branding è entrata in uso a partire dagli anni novanta per riferirsi alla reputazione che un'azienda si costruisce come datore di lavoro (employer).
L'espressione è stata coniata come variante del più tradizionale customer branding, che si riferisce all'insieme di valori che l'azienda riesce ad associare al proprio marchio (brand) nella percezione del consumatore (consumer), attraverso la pubblicità e altri strumenti di comunicazione.
L'espressione "employer branding", non va tuttavia confusa con l'internal branding, rappresentato da un insieme di attività relative al personale già impiegato nell'organizzazione. 
Con l'employer branding l'impresa definisce, ma soprattutto comunica, ai potenziali prossimi collaboratori, quali siano le caratteristiche che rendono unico e peculiare quel posto di lavoro. Le caratteristiche proprie di quel posto di lavoro vengono distinte tra strumentali e simboliche: questa distinzione viene applicata anche ai beni fisici in una prospettiva di marketing; se applicata al posto di lavoro offerto definiscono rispettivamente gli attributi fisici (retribuzione, orario di lavoro, distanza da casa), e attributi simbolici (valore percepito per quel posto di lavoro, prestigio).
Nella maggior parte dei casi, a parità di retribuzioni, e più in generale, a parità di condizioni fisiche, l'azienda percepita come più prestigiosa, o affermata, viene scelta dai vari candidati; è per questo che le imprese devono insistere nel concetto di Employment Advertising, processo attraverso cui l'organizzazione promuove i posti di lavoro disponibili; in questa prospettiva è come se i posti di lavoro fossero dei prodotti, e l'azienda dovesse promuoverli grazie a strategie di marketing, al fine di farne percepire il forte valore distintivo.
Così come il customer branding ha lo scopo di conquistare e fidelizzare i clienti, l'employer branding ha lo scopo di acquisire come impiegati i candidati di maggior talento, sottraendoli alla concorrenza, e fidelizzare quelli già acquisiti.  